# Boutersem
Boutersem – miejscowość i gmina (gemeente) w Belgii, w Regionie Flamandzkim, w prowincji Brabancja Flamandzka, w okręgu Leuven. 1 stycznia 2024 roku liczyła 8634 mieszkańców.

## Podział administracyjny
W skład gminy wchodzi pięć dzielnic (deelgemeente):
- Kerkom
- Neervelp
- Roosbeek
- Vertrijk
- Willebringen

## Demografia
- Źródła: NIS, od 1806 do 1981= według spisu; od 1990 liczba ludności w dniu 1 stycznia

1 stycznia 2024 całkowita populacja Boutersem liczyła 8634 osób. Łączna powierzchnia gminy wynosi 31,14 km², co daje gęstość zaludnienia 277 mieszkańców na km².